# Lee Sawyer
Lee Thomas Sawyer, más conocido como Lee Sawyer (Londres, Inglaterra, 10 de septiembre de 1989), es un futbolista inglés. Se desempeña como centrocampista ofensivo y actualmente milita en el Southend United de la Football League Two de Inglaterra.

## Trayectoria
Sawyer se unió a la Academia del Chelsea Football Club a los 9 años de edad. En julio de 2007, Sawyer firmó un contrato profesional con el Chelsea. En su última temporada con el equipo juvenil, Sawyer se sobrepuso a un tanto de lesiones antes de ser promovido al equipo de reservas. 
En la temporada 2006-07, Sawyer hizo su primera aparición en el banquillo del Chelsea para el último partido de liga de la temporada, aunque no jugó. Sawyer tenía la intención de ir a la gira de pretemporada por los Estados Unidos, pero se excluyó de la gira por lesión. Después, se dislocó el hombro de diciembre de 2007, quedando fuera por un período largo de tiempo. Sawyer disputó 7 juegos con el equipo de reservas en la temporada 2007-08, además de 14 partidos con el equipo juvenil.
El 18 de agosto de 2008, Sawyer fue enviado a préstamo a Southend United durante tres meses con el fin de obtener la experiencia necesaria para debutar en el primer equipo. Sawyer hizo su debut con este equipo el 22 de agosto de 2008 en un partido ante el Brighton & Hove Albion. También debutó como titular el 30 de agosto contra el Walsall FC. Sawyer anotó su primer doblete con el Southend United el 3 de septiembre de 2008, contribuyendo a que su equipo se impusiera por 4-2 al Leyton Orient en la Football League Trophy. Antes de que terminara su período de cesión, Sawyer dijo que le gustaría regresar al Southend United.
El 3 de enero de 2009 es promovido al primer equipo con el dorsal #47 designado. Sin embargo, el 26 de enero de ese año fue cedido en préstamo al Coventry City. Sin embargo, Sawyer no pudo volver a mostrar el talentó que tuvo cuando militaba en el Southend United, ya que solamente pudo disputar dos partidos, uno como suplente y otro como titular, antes de regresar al Chelsea el 22 de febrero del mismo año. Sawyer no logró ver actividad con el primer equipo, por lo que el 19 de marzo fue cedido en préstamo al Wycombe Wanderers hasta el final de la temporada 2008-09.
Sawyer anotó su primer gol con este equipo el 5 de abril de 2009, ayudando a que su equipo lograra el empate a 1-1 ante el Port Vale. En mayo de 2009 regresó al Chelsea. 
En julio de 2009 fue cedido nuevamente al Southend United hasta enero de 2010. Sin embargo, la cesión duró hasta el 27 de octubre de 2009, ya que Sawyer fue mandado de regreso al Chelsea después de violar el reglamento del club al no presentarse a una reunión del equipo. Sin embargo, el 12 de noviembre de 2009, su contrato con el Chelsea fue revocado.
El 14 de enero de 2010, Sawyer firmó un contrato con el Barnet FC, asignándosele el dorsal #32. Su debut con este equipo ocurrió 2 días después de su llegada, en la derrota de su equipo por 2-1 ante el Lincoln City. Su primer gol con el Barnet ocurrió 10 días después de su debut, en el empate a 1-1 de su equipo ante el Torquay United. El 19 de febrero de 2010, Barnet decidió no renovarle su contrato debido a un error administrativo, dejando a Sawyer en libertad.
Luego de haber estado varios meses fuera de actividad, el 12 de noviembre de 2010, Sawyer firmó un contrato sin salario con el Woking FC de la Conference South, debutando al día siguiente como titular ante el Chelmsford City. En ese partido, el Woking y el Chelmsford empataron a 2-2. Sin embargo, el 17 de enero de 2011, Sawyer dejó al club por consentimiento mutuo para firmar nuevamente con el Southend United. Al día siguiente, Sawyer completó su regreso al Southend hasta el final de la temporada, con opción a una extensión de contrato por un año. Su tercer debut con el Southend fue el 21 de enero de 2011 en el empate a 1-1 ante el Bury FC, al haber entrado de cambio al minuto 69 por Kane Ferdinand.

## Selección nacional
Sawyer hizo su debut internacional con la Selección de Inglaterra Sub-16 contra Escocia en la Victory Shield en noviembre de 2004. Sawyer ha jugado para la Selección de Inglaterra Sub-18 y Sub-19, anotando un gol para ambos equipos. El 27 de marzo de 2007, anotó un gol con la Sub-18 en la victoria por 4-1 sobre los Países Bajos.

## Clubes
| Club              | País       | Año             |
| ----------------- | ---------- | --------------- |
| Chelsea FC        | Inglaterra | 1998 - 2008     |
| Southend United   | Inglaterra | 2008 - 2009     |
| Coventry City     | Inglaterra | 2009            |
| Wycombe Wanderers | Inglaterra | 2009            |
| Southend United   | Inglaterra | 2009            |
| Barnet FC         | Inglaterra | 2010            |
| Woking FC         | Inglaterra | 2010 - 2011     |
| Southend United   | Inglaterra | 2011 - Presente |